# Шефнер Вадим Сергійович
Вади́м Сергі́йович Ше́фнер (рос. Вади́м Серге́евич Ше́фнер, 30 грудня 1914 (12 січня 1915), Петроград — пом.5 січня 2002, Санкт-Петербург) — російський радянський та російський письменник-фантаст, поет та перекладач шведського і німецького походження.

## Біографія
Вадим Шефнер народився у Петрограді в сім'ї потомственних військових. Його дід, Олексій Карлович Шефнер, є засновником порту Владивосток, на його честь названий мис неподалік міста та одна з міських вулиць. Батько майбутнього письменника був піхотним офіцером, спочатку служив у Московському гвардійському полку, а після Жовтневого перевороту служив військовим спеціалістом у Червоній Армії. До 1921 року сім'я Шефнерів жила в Петрограді, а в 1921 році перебралась до Старої Русси за місцем служби батька. Проте батько невдовзі помер від сухот. Деякий час Вадим Шефнер жив при дитячому будинку в Старій Руссі, де працювала його мати, а пізніше сім'я повернулась до Ленінграда. У рідному місті майбутній письменник у 1931 році закінчив середню школу, пізніше у 1935 році закінчив ФЗУ учбово-хімічного комбінату. Після цього Вадим Шефнер працював кочегаром, пізніше помічником теплотехніка, робітником ливарного цеху, співробітником бібліотеки, архіваріусом та ще на кількох посадах, і одночасно навчався на робітфаку Ленінградського університету. На робітфаку навчався до 1939 року, і в цей час виходять перші друковані поетичні твори Шефнера. Після початку радянсько-німецької війни Вадим Шефнер, хоча й мав значне порушення зору, був мобілізований до армії, та служив спочатку в батальйоні аеродромного обслуговування, пізніше служив у армійській газеті як рядовий журналіст і поет. Під час блокади Ленінграда у місті також вийшла друкована збірка віршів Шефнера «Захист». У післявоєнний час Вадим Шефнер працював журналістом, багато їздив по Радянському Союзу, в тому числі побував на Уралі, в Середній Азії, Сибіру, побував у закордонному відрядженні в Чехословаччині. У кінці 40-х років ХХ століття зазнав переслідування під час боротьби з космополітизмом. Пізніше працював як професійний літератор, видав ще кілька збірок віршів, а з 60-х років ХХ століття плідно працював як прозаїк.
Помер Вадим Шефнер у Санкт-Петербурзі 5 січня 2002 року, похований на Кузьмоловському цвинтарі у Всеволозькому районі.

## Літературна творчість
Літературну творчість Вадим Шефнер розпочав ще на початку 30-х років ХХ століття, першою публікацією стали вірші в заводській газеті в 1933 році. У 30-х роках він займався у літературному об'єднанні при редакції ленінградської газети «Смена», постійно публікував свої вірші в ленінградських періодичних виданнях. Творчість молодого поета помітила та відзначала, хоча й не завжди прихильно, російська поетеса Анна Ахматова. У 1939 році Вадима Шефнера прийняли до Спілки письменників СРСР, а в 1940 році вийшла друком його перша поетична збірка «Світлий берег». Під час німецько-радянської війни його твори друкувалися в блокадному Ленінграді, зокрема в 1943 році у оточеному місті вийшла друком його друга поетична збірка «Захист». Третя поетична збірка Шефнера вийшла у світ вже після закінчення війни в 1946 році. Для поетичної творчості Шефнера характерними є конкретність бачення оточуючого світу, вміння відчути напружене протиборство за нерухомістю, одночасне виведення у віршах якихось моральних висновків із незначним балансуванням на межі моралізаторства, афористичність і точність висловлювань, уміння висловити свою думку у вірші до кінця.
У 1950 році Вадим Шефнер розпочав писати прозові твори. Першою прозовою збіркою письменника стала книга «Хмари над дорогою», яка вийшла друком у 1957 році. Серед прозових творів письменника, як і серед поетичних, значне місце займає опис подій радянсько-німецької війни. Проте найбільш відомим як прозаїк Шефнер став завдяки своїм фантастичним творам. Першою з фантастичних повістей Шефнера вийшла друком «Дівчина біля урвища, або Записки Ковригіна», опублікована в 1964 році. Найвідомішими фантастичними творами письменника є повісті «Людина з п'ятьма „ні“, або Сповідь простодушного», «Палац на трьох, або Зізнання холостяка», «Кругла таємниця», «Казки для розумних», а також роман «Хижка боржника». Більшість фантастичних тврів Шефнера можна віднести до стилю фентезі, в них звичайні люди поставлені в незвичне положення, у них виявляються фантастичні здібності й вони можуть творити чудеса; реальність у його творах змішується із казковим, а серйозні речі з гумористичними, часто в його фантастичних творах помітна і їдка іронія. Важливе місце в творчості Вадима Шефнера займає також автобіографічна повість «Ім'я для птаха», в які він описує своє дитинство та юність. Продовженням цієї повісті стала повість «Оксамитовий шлях», яка вийшла друком у 1999 році.
Під час періоду боротьби з космополітизмом Вадим Шефнер не мав можливості друкуватися, тому єдиним можливим способом заробітку для письменника став літературни переклад. У цей період Шефнер перекладав вірші з китайської мови, санскриту, румунської, латиської, грузинської, білоруської мов.

## Переклади
Твори Вадима Шефнера перекладені багатьма мовами світу, зокрема англійською, польською, німецькою, болгарською, чеською, естонською мовами. Українською мовою перекладені ряд поетичних творів письменника.

## Нагороди
Вадим Шефнер нагороджений орденами Вітчизняної війни, Червоної зірки, Трудового Червоного Прапора, Дружби Народів, орденом «Знак Пошани», медаллю «За оборону Ленінграда» та багатьма іншими державними нагородами. У 1982 році за роман «Хижка боржника» письменнику присуджена премія «Велике кільце». У 1999 році Вадиму Шефнеру присуджена премія «Мандрівник» і присвоєне почесне звання «Паладин фантастики». У 2000 році за значний внесок до фантастичного жанру письменнику вручена премія «Аеліта». Окрім того. у 1985 році Вадиму Шефнеру присвоєна державна премія РРФСР імені Максима Горького, а в 1997 році письменнику присвоєна Пушкінська премія, яку він вважав найважливішою в своєму житті.

## Особисте життя
Вадим Шефнер ще під час радянсько-німецької війни познайомився із своєю майбутньою дружиною Катериною Павлівною Григор'євою в селі Кузьмолово Всеволозького району. Письменник прожив із дружиною до її смерті в кінці 2000 року, і, згідно заповіту, похований на кладовищі в Кузьмолово у одній могилі з дружиною.

### Роман
- 1982 — Лачуга должника

### Повісті
- 1957 — Облака над дорогой
- 1964 — Девушка у обрыва, или Записки Ковригина
- 1965 — Счастливый неудачник
- 1966 — Запоздалый стрелок, или Крылья провинциала
- 1967 — Человек с пятью «не», или Исповедь простодушного
- 1968 — Дворец на троих, или Признание холостяка
- 1970 — Круглая тайна
- 1972 — Миллион в поте лица
- 1976 — Имя для птицы, или Чаепитие на Жёлтой веранде [летопись впечатлений]
- 1982 — Отметатель невзгод, или Сампо XX века
- 1983 — Рай на взрывчатке
- 1991 — Небесный подкидыш, или Исповедь трусоватого храбреца
- 1993 — Съедобные сны, или Ошибка доброго мудреца
- 1995 — Бархатный путь

### Книги віршів
- 1940 — Светлый берег
- 1943 — Защита
- 1946 — Пригород
- 1951 — Московское шоссе
- 1955 — Взморье
- 1956 — Стихи
- 1958 — Нежданный день
- 1960 — Стихи
- 1961 — Знаки земли
- 1962 — Рядом с небом
- 1965 — Стихотворения
- 1967 — Своды
- 1967 — Стихи о Ленинграде
- 1968 — Стихотворения
- 1969 — Избранная лирика
- 1970 — Запас высоты
- 1972 — Стихотворения
- 1974 — Цветные стёкла
- 1976 — Переулок памяти
- 1979 — Сторона отправления
- 1980 — Северный склон
- 1981 — Вторая память
- 1983 — Годы и миги
- 1984 — Личная вечность
- 1987 — В этом веке
- 1991 — Ночная ласточка.
- 1997 — Архитектура огня
- 2005 — Стихотворения

## Вшанування пам'яті
Після смерті письменника його іменем названа вулиця у Санкт-Петербурзі на Васильєвському острові.